# Tymoteusz II
Tymoteusz II – patriarcha Aleksandrii w latach 457–477 (z przerwą). Przeciwnik soboru chalcedońskiego oraz zwolennik miafizytyzmu, w jego duchu interpretował pisma Cyryla z Aleksandrii. 